# 安娜·雅高冼思嘉
安娜·玛丽亚·雅高冼思嘉（波蘭語：Anna Maria Jagodzińska；1987年9月12日—），波蘭超級名模。她是高級時裝品牌：BCBG Max Azria、Donna Karan、GAP、Tom Ford的代言人。她也是維多利亞的秘密的模特兒
。安娜上過VOGUE、Revue de Modes及Numéro等雜誌封面，也有參與Alexander McQueen、Burberry、Marni等著名時裝及奢侈品的時裝展。